# Blossia spinicornis
Espèce
Blossia spinicornis est une espèce de solifuges de la famille des Daesiidae.

## Distribution
Cette espèce est endémique de Namibie.

## Description
Le mâle mesure 10 mm.

## Publication originale
- Lawrence, 1928 : Contributions to a knowledge of the fauna of South-West Africa. VII. Arachnida (part 2). Annals of the South African Museum, vol. 25, p. 217–312.